# Etna (Wyoming)
Etna es un CDP situado en el Lincoln en el estado estadounidense de Wyoming. La población era 123 habitantes en el censo de 2000.

## Geografía
Etna se encuentra en las coordenadas 43°2′0″N 111°0′58″O / 43.03333, -111.01611. Ubicado en Star Valley, una pradera rodeada de montañas boscosas. Según el United States Census Bureau, el CDP tiene un área total de 5.1 km ², todos terrestres.

## Demografía
Según el censo del 2000, había 123 personas, 44 casas y 34 familias que residían en el CDP. La densidad de población fue de 24.2/km ². La composición racial del CDP era:
- 93.50% Blancos
- 1.63% Afroamericanos
- 1,63% De otras razas
- 3.25% De dos o más razas
- 4,88% Hispanos o latinos

Había 44 hogares, de los cuales un 45,5% tenían niños menores de 18 que vivían con ellos, el 65,9% eran parejas casadas que vivían juntas, el 9.1% tenían un cabeza de familia femenino sin presencia del marido y el 20.5% eran no-familias. El 13.6% tenían a alguna persona anciana de 65 años de edad o más. 
En el CDP la separación poblacional era con un 34.1% menores de 18 años, el 4.1% de 18 a 24, un 29.3% de 25 a 44, el 19.5% de 45 a 64, y el 13.0% tenía 65 años de edad o más. La edad media fue de 34 años. Por cada 100 hembras había 89.2 varones. Por cada 100 mujeres mayores de 18 años, había 84,1 hombres. 
La renta mediana para una casa en el CDP era de $ 42.917, y la renta mediana para una familia eran $ 44.375. Los varones tenían una renta mediana de $ 41.667 contra los $ 0 para las mujeres. El ingreso per cápita para el CDP era de $ 17.423. El 24,5% de la población vivía por debajo del umbral de pobreza, incluyendo 17.1% de los menores de 18 años y el 48,1% de las personas mayores de 64 años.

## Educación
La educación pública en la comunidad de Etna está proporcionada por la Escuela del Distrito del condado de Lincoln N º 2.